# Steve Corica
Steve Corica (født 24. marts 1973) er en tidligere australsk fodboldspiller.

## Australiens fodboldlandshold
| Australiens landshold | Australiens landshold | Australiens landshold |
| År                    | Kmp                   | Mål                   |
| --------------------- | --------------------- | --------------------- |
| 1993                  | 4                     | 0                     |
| 1994                  | 0                     | 0                     |
| 1995                  | 6                     | 1                     |
| 1996                  | 2                     | 0                     |
| 1997                  | 1                     | 0                     |
| 1998                  | 0                     | 0                     |
| 1999                  | 0                     | 0                     |
| 2000                  | 8                     | 2                     |
| 2001                  | 10                    | 2                     |
| 2002                  | 0                     | 0                     |
| 2003                  | 0                     | 0                     |
| 2004                  | 0                     | 0                     |
| 2005                  | 0                     | 0                     |
| 2006                  | 1                     | 0                     |
| Total                 | 32                    | 5                     |